# Cuinchy
Cuinchy è un comune francese di 1 789 abitanti situato nel dipartimento del Passo di Calais nella regione dell'Alta Francia.

## Geografia fisica
La città si trova sul canal d'Aire, che fa parte di una serie di canali artificiali che sono stati sviluppati per navi con una capacità di carico fino a 3 000 tonnellate, sulla rotta di navigazione da Dunkerque alla Schelda. L'unica chiusa di questo tratto di canale si trova a Cuinchy.

## Storia

### La prima guerra mondiale
Il 12 ottobre 1914 i tedeschi occuparono il villaggio. Il 16 ottobre i francesi arrivano a Cuinchy e dal 16 al 23 ottobre ebbe luogo la battaglia di La Bassée. Dopo un duro combattimento e a costo di molte perdite, i francesi stabilirono la prima linea ai margini della città (presso la vecchia centrale elettrica) tra Cuinchy e Violaines.
L'11 e il 12 dicembre gli inglesi rilevarono i francesi e scavarono numerose trincee.
Per quattro anni, gli attacchi e le esplosioni di mine si susseguirono ma i combattimenti non modificarono la linea del fronte e Cuinchy venne completamente distrutta. Dopo la guerra, nel 1919, la popolazione tornò gradualmente per cominciare la ricostruzione del paese.

### Seconda guerra mondiale
Dopo la battaglia di Arras, la 7. Panzer-Division comandata da Erwin Rommel, scese dalle colline dell'Artois per fermarsi sulla linea del canal d'Aire il 24 maggio 1940. Nei giorni successivi le truppe tedesche attraversarono il canale con ponti di barche all'altezza di Violaines e delle chiuse di Cuinchy per continuare l'avanzata verso Lilla. 
A Cuinchy, le azioni della Resistenza iniziarono nel 1942-43. Dall'1 al 3 settembre 1944, ebbero luogo gli ultimi scontri in città e Cuinchy venne liberata.

### Simboli
Lo stemma di Cuinchy si blasona:

Stemma del comune di Cuinchy

Il comune di Cuinchy riprende le armi dei suoi antichi signori, e in particolare quelle di Baudouin de Cuinchy (o Cunchy), signore di Cuinchy ed Hénin-Liétard nel 1244, e Robert de Cunchy, signore del luogo, morto nel 1289.

## Monumenti e luoghi d'interesse

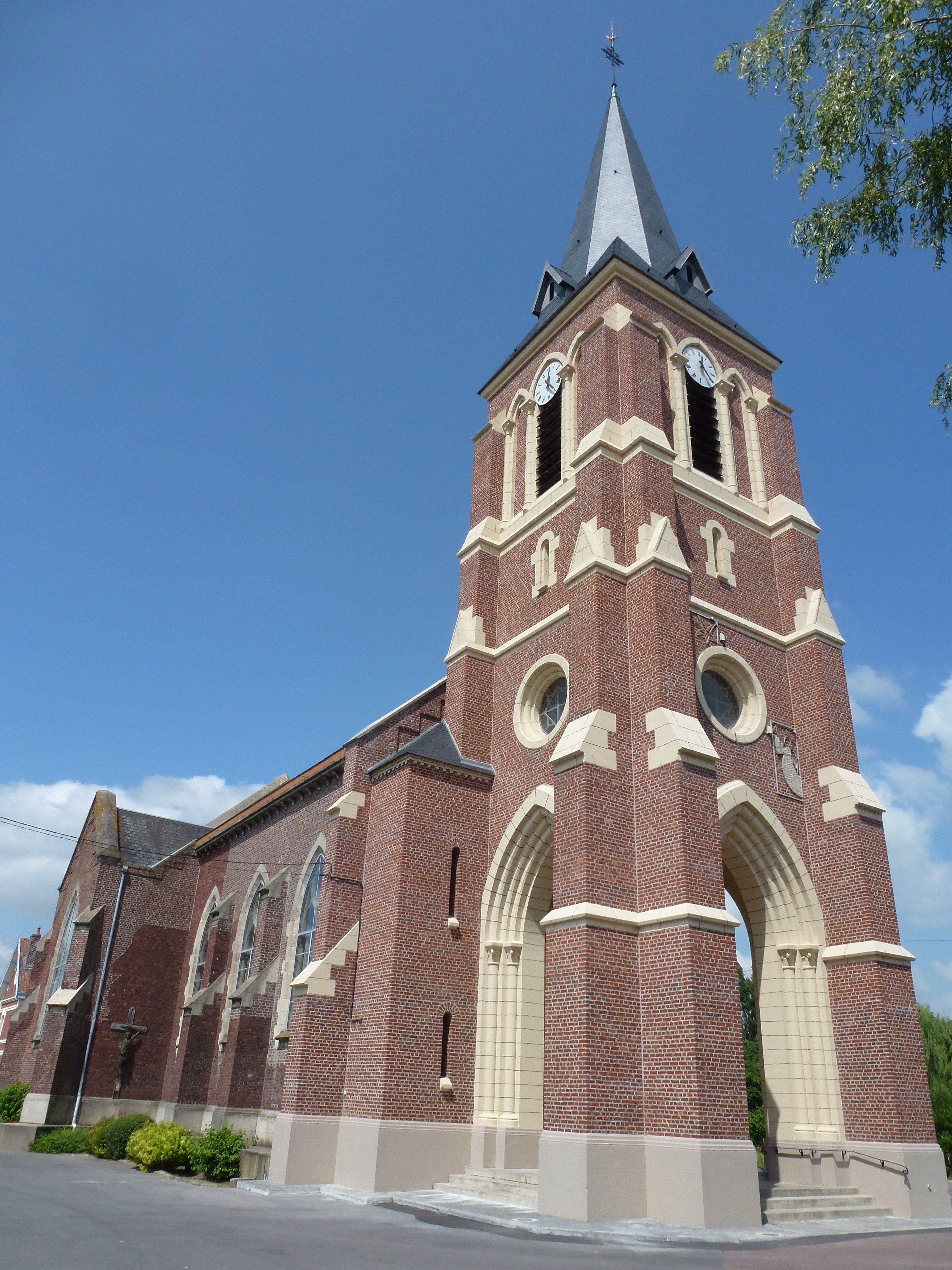
Chiesa di Saint Pierre di Cuinchy

- Chiesa di Saint Pierre. La sua storia inizia nel XV secolo: una prima chiesa fu eretta nella parte alta di Cuinchy, in rue Basly, intitolata a Pietro apostolo. Composta da tre navate irregolari, venne costruita in mattoni con un basamento di arenaria. Nel 1790, il comune decise di ricostruire la chiesa, allora in rovina, con una sola navata, secondo i progetti dell'architetto De Baillencourt. Nell'agosto del 1914 scoppiò la prima guerra mondiale e Cuinchy fu attraversato dal fronte ad ottobre. La chiesa fu bersaglio del fuoco tedesco per tutta la durata del conflitto e venne completamente distrutta nel 1918. Nel 1921, la Compagnie des mines de Béthune offrì un terreno dove ricostruire la chiesa. Gli architetti André Perrée, A. Legrand e P. Sallou lavorarono alla sua ricostruzione dal 1924 al 1928. Venne edificata nel nuovo centro della città, in rue Anatole France, in uno stile regionalista che si sviluppò durante la ricostruzione postbellica. È fatta di mattoni, con le cornici e gli spigoli in pietra. Il campanile ospita due campane e un orologio. Le vetrate, raffiguranti la Madonna e soldati in uniforme, sono classificate Monumento storico della Francia.
- A Cuinchy si trovano tre cimiteri di guerra gestiti dalla Commonwealth War Graves Commission (CWGC), in cui dal 1924 sono raccolti i corpi dei soldati caduti:
  - Cimitero comunale, in rue Basly (una sezione 1914-1918 e una sezione 1940-1945)
  - Cimitero di Woburn Abbey in rue J. Clément[4]
  - Guards Cemetery, Windy Corner, in rue Berthelot[5]

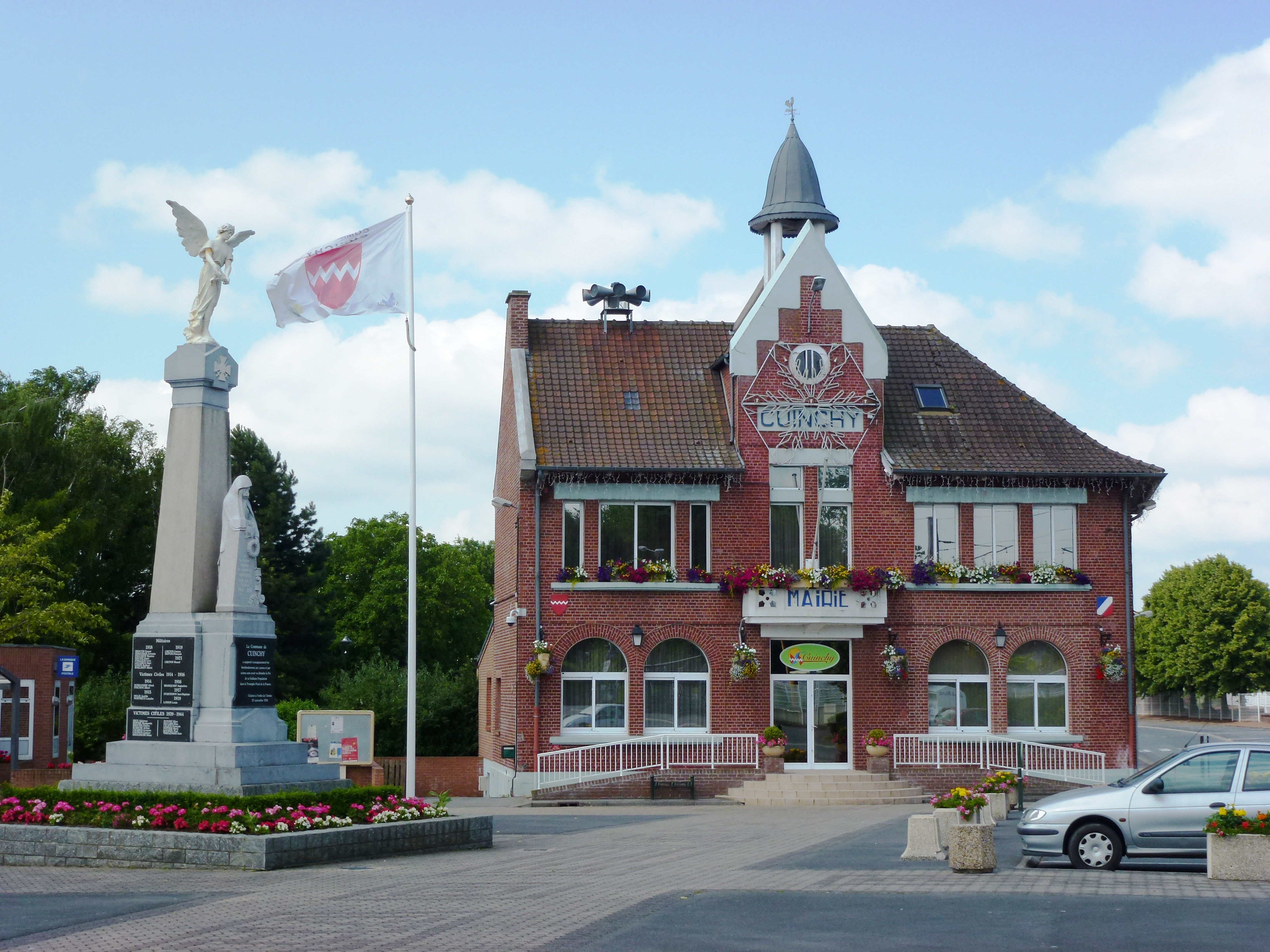
Il municipio e il monumento ai caduti
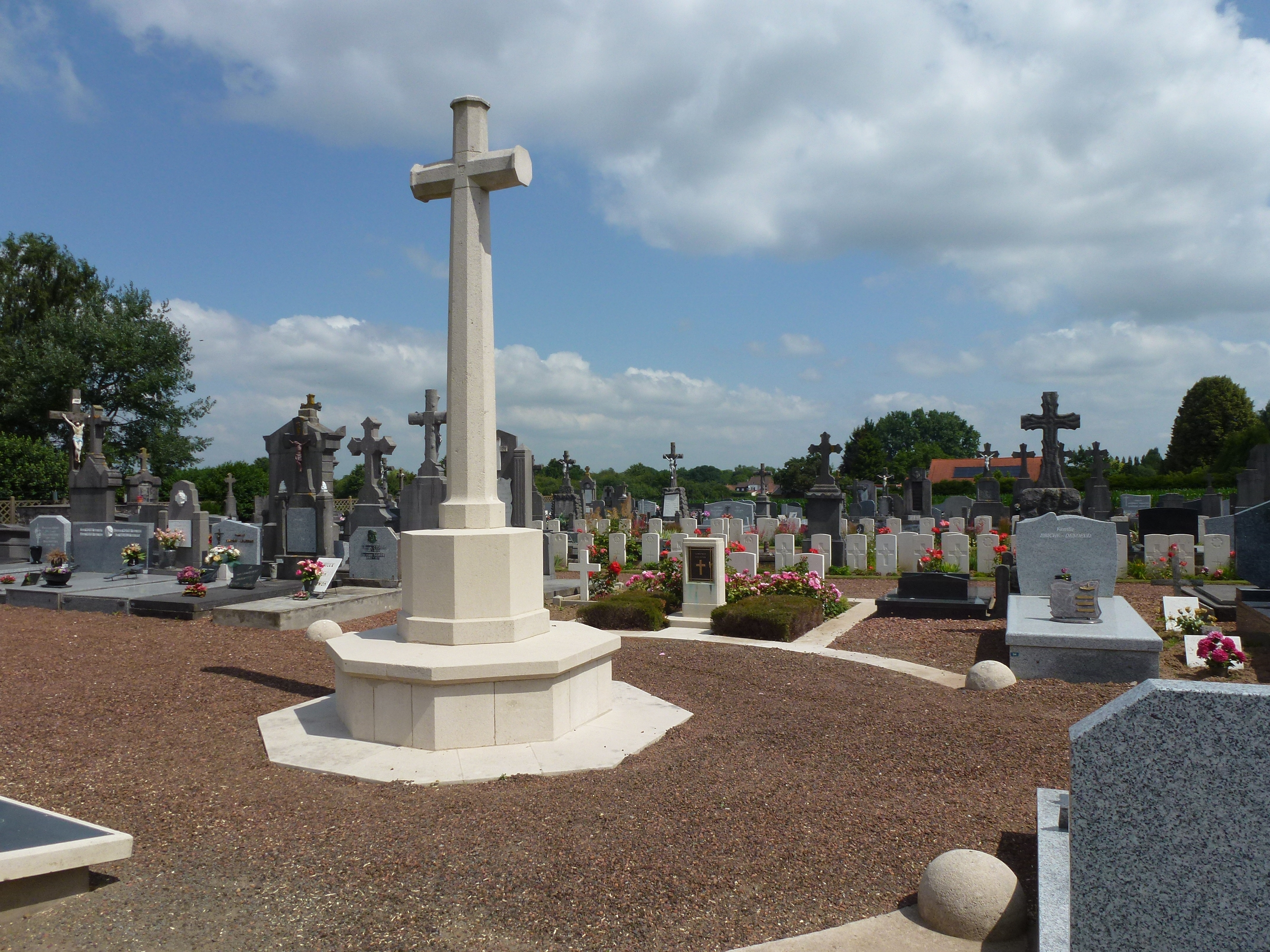
Cimitero comunale, la sezione relativa alla guerra 1914-1918
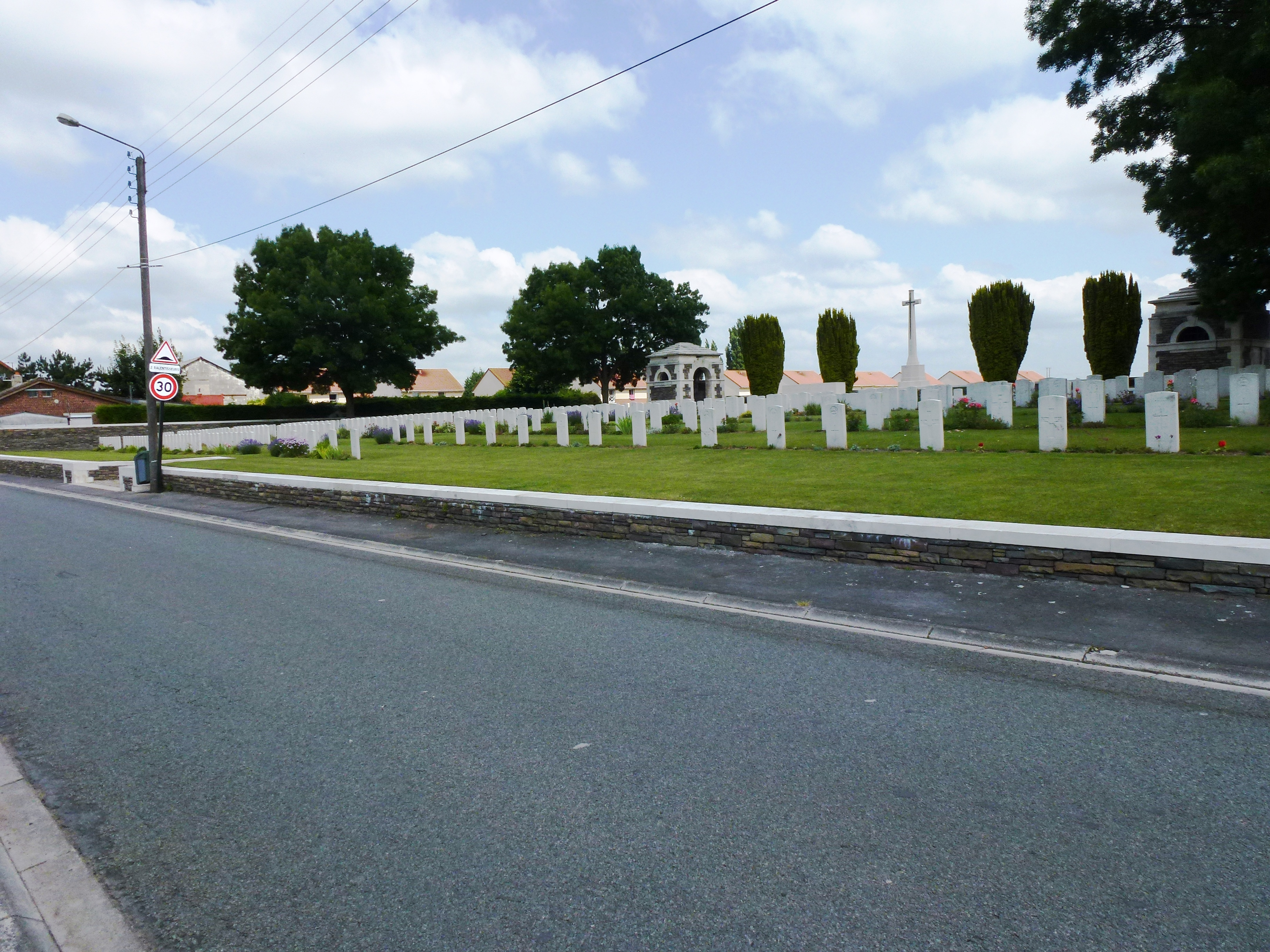
Cimitero di Woburn Abbey
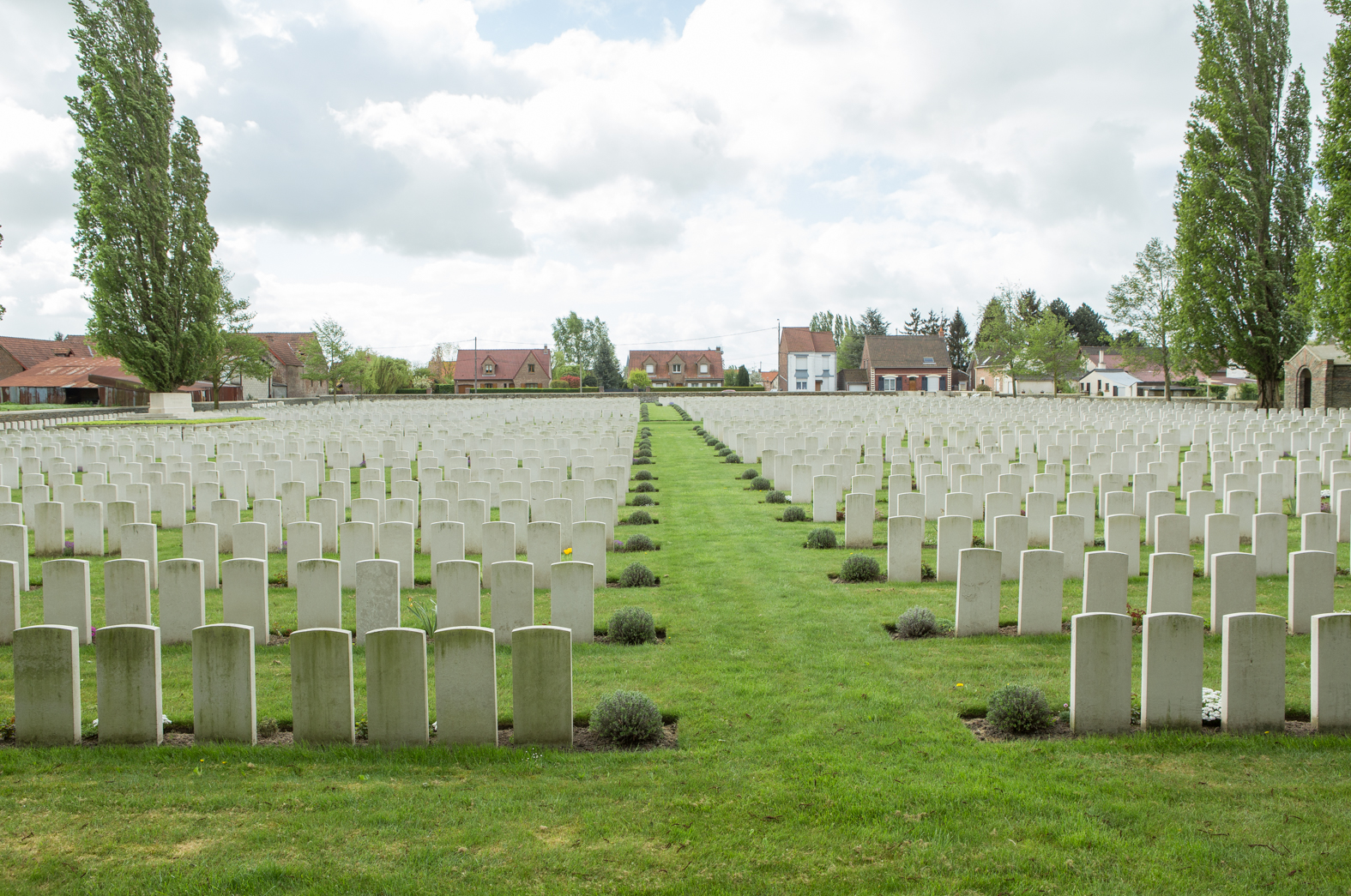
Guards Cemetery, Windy Corner

## Società

### Evoluzione demografica
Abitanti censiti